# Entodon microcarpus
Entodon microcarpus är en bladmossart som beskrevs av Brotherus in C. Müller 1898. Entodon microcarpus ingår i släktet Entodon och familjen Entodontaceae. Inga underarter finns listade i Catalogue of Life.